# Захарова Марина Олександрівна

Захарова Марина Олександрівна — українська співачка, піаністка та композитор, відома як солістка міжнародного музичного проекту «Anno Domini».

## З життєпису
Виступала в Україні, США, Європі та Ізраїлі, як у складі «Anno Domini», так і з сольною програмою.
З 2010 року виступає під сценічним імя'м «Marinita [Архівовано 19 квітня 2012 у Wayback Machine.]» у дуеті з перкусіоністом Орханом Агабейлі, а також у проекті відомого ізраїльського удиста та гітариста Аміра Перельмана.
Брала участь у міжнародних фестивалях: Nessiah — 2011 (Піза, Італія), PalmJazz — 2010 (Gliwice, Poland), Warsaw Summer Jazz Days — 2008 (Варшава, Польща), City Stages — 2005 (Бірмінгем, США), Jazz Bez — 2011, 2010, 2008, 2004 (Україна-Польща), «Флюгери Львова» — 2003, 2005, 2007 (Львів), ZaJazz — 2008 (Харків), Mamakabo — 2008 (Коктебель, Крим), Єдність — 2005, 2007 (Київ) тощо.
У її дискографії 4 альбоми: «Галілея» (2008), «Sand & Stone» (2005), «У фокусі часу» (2004), «За обрієм» (1999), а також участь у багатьох збірках: «У джазі тільки дівчата-3», «Євшанзілля», «Харків-Хайфа» тощо.